# François-Louis Bourdon
François-Louis Bourdon zvaný Bourdon de l'Oise podle svého departementu (11. ledna 1758, Rouy-le-Petit – 22. června 1798, Sinnamary v Guyaně) byl politik za Velké francouzské revoluce.

## Životopis
Bourdon se narodil do rodiny farmáře poblíž  Compiègne. Stal se právníkem a působil jako žalobce pařížského parlamentu. Po vypuknutí Francouzské revoluce se stal jejím podporovatelem.
Dne 10. srpna 1792 byl jedním z vůdců útoku na Tuileries. Jako člen Konventu projevoval radikální názory.
Během hlasování o vině krále byl pro jeho popravu. Byl velmi aktivní při povstání sansculotů 31. května 1793 i Thermidorském povstání 27. července 1794. Když byl pověřen dohledem nad operacemi armády Západu, propustil generála Rossignola, čímž se dostal do sporu s Robespierrem, vůči kterému byl opozici, a k jehož pádu přispěl. Dne 8. thermidoru, v předvečer Robespierrova konce, se jako první nejprve neúspěšně postavil proti jeho projevu ke Konventu. 9. thermidoru ho Barras, pověřený Konventem vojenským velením proti vzbouřené Komuně, ho spolu s Féraudem, Fréronem, Rovèrem, Delmasem, Bolletem a Bourdonem poslal do buržoazních částí města, aby shromáždil vojsko.
Nadále se projevoval jako zapálený revolucionář. ale i reakcionář. Jeho chování bylo nevypočitetalné a jeho činy si neustále odporovaly.
Po povstání roku 1795 pronásledoval několik  poslanců Hory, dříve jeho vlastních kolegů, a přispěl k jejich pádu, než se stal sám obětí Direktoria. Po státním převratu 18. fructidoru byl deportován do Cayenne, kde zemřel několik dní po svém příjezdu.